# 520585 Saci
520585 Saci este o planetă minoră (asteroid) din Asteroid Amor. A fost descoperită pe 23 iulie 2014 la  de . 
Obiectul prezintă o orbită caracterizată de o semiaxă mare de 1,6026927295214 UAi, o excentricitate de 0,26653065974154, o înclinație de 6,1791533633503 ° în raport cu ecliptica.